# 莫莉·博巴克
莫莉·博巴克（英語：Molly Bobak，1919年2月25日—2014年3月2日），是一名加拿大教师、作家、战争画家，参加了第二次世界大战。
她出生于加拿大温哥华，之后在温哥华美术学院学习。2014年，她在新布伦瑞克弗雷德里顿的家中去世，享年95岁